# Dirmstein
Dirmstein település Németországban, Rajna-vidék-Pfalz tartományban. Lakosainak száma 3036 fő (2023. december 31.).

## Népesség
A település népességének változása:
| Lakosok száma | 2333 | 2963 | 2996 | 3075 | 3029 | 3036 |
|               | 1975 | 2017 | 2019 | 2021 | 2022 | 2023 |